# Baby Boy Warren
Baby Boy Warren (* 13. August 1919 in Lake Providence, Louisiana als Robert Henry Warren; † 1. Juli 1977 in Detroit) war ein US-amerikanischer Blues-Sänger und Gitarrist des Detroit Blues.
Baby Boy Warren, der auch unter dem Pseudonym Johnny Williams vermarktet wurde, wuchs in Memphis (Tennessee) auf. Den Spitznamen „Baby Boy“ bekam er bereits als Kind von seinen älteren Brüdern. Schon früh an Musik interessiert, trat er ab 1931 gelegentlich auf, nachdem er von der Schule geflogen war und Gitarrenunterricht bei zwei seiner älteren Brüder hatte. In den 1930er Jahren arbeitete er im W. C. Handy Park in Memphis mit Howling Wolf, Robert Lockwood junior, Little Buddy Doyle und anderen Musikern; er trat auch in der von Helena, Arkansas aus übertragenen Radioshow King Biscuit Time um 1941 zusammen mit Sonny Boy Williamson auf. 1942 zog er nach Detroit, wo er bei General Motors und daneben auch als Musiker arbeitete.
In Detroit hatte Warren 1949/50 erste Aufnahmesessions; fünf Singles wurden dann auf verschiedenen Labels veröffentlicht. Weitere Stücke entstanden 1954 bei einer Session, bei der er von Sonny Boy Williamson begleitet wurde; sie erschienen bei Joe Von Battles JVB-Label und bei Excello Records. Warren nahm in diesem Jahr auch eine Single für das Label Blue Lake auf, an der Pianist Boogie Woogie Red und Gitarrist Calvin Frazier mitwirkten; weitere Einspielungen fanden für die Label Drummond und Gotham Records statt. Er arbeitete in dieser Zeit u. a. auch mit Big John Wrencher zusammen.
In den 1960er Jahren war Warren musikalisch nur wenig aktiv, nahm aber seine Karriere wieder auf, als er 1971 für das Detroit Blues Festival verpflichtet wurde. 1972 tourte er mit Boogie Woogie Red durch Europa und trat als einer der ersten der großen Bluesmusiker im damals frisch gegründeten Wiener Jazzland auf, 1973 gastierte er auf dem Ann Arbor Blues Festival.
Warren starb im Juli 1977 an einem Herzinfarkt und ist auf dem Detroit Memorial Park Cemetery in Macomb County, Michigan begraben.